# 54

## Події
- Римським імператором став Нерон.
- 3-й Єпископ Візантійський Святий Онисим (54-68)
- Почалася Римсько-парфянська війна (54—64)

## Померли
- 13 жовтня — Отруєний своєю дружиною Агріппіною, в Римі помер 64-літній римський імператор (з 41 року) Клавдій I
- Святий Стахій — апостол із сімдесяти, другий після Андрія Первозваного Візантійський єпископ.